# Adnan Polat
Adnan Polat, né le 23 février 1953 à Erzurum, est un homme d'affaires turc. Il est l'ancien président du club turc Galatasaray Spor Kulübü.